# 新潟県道353号咲花温泉線

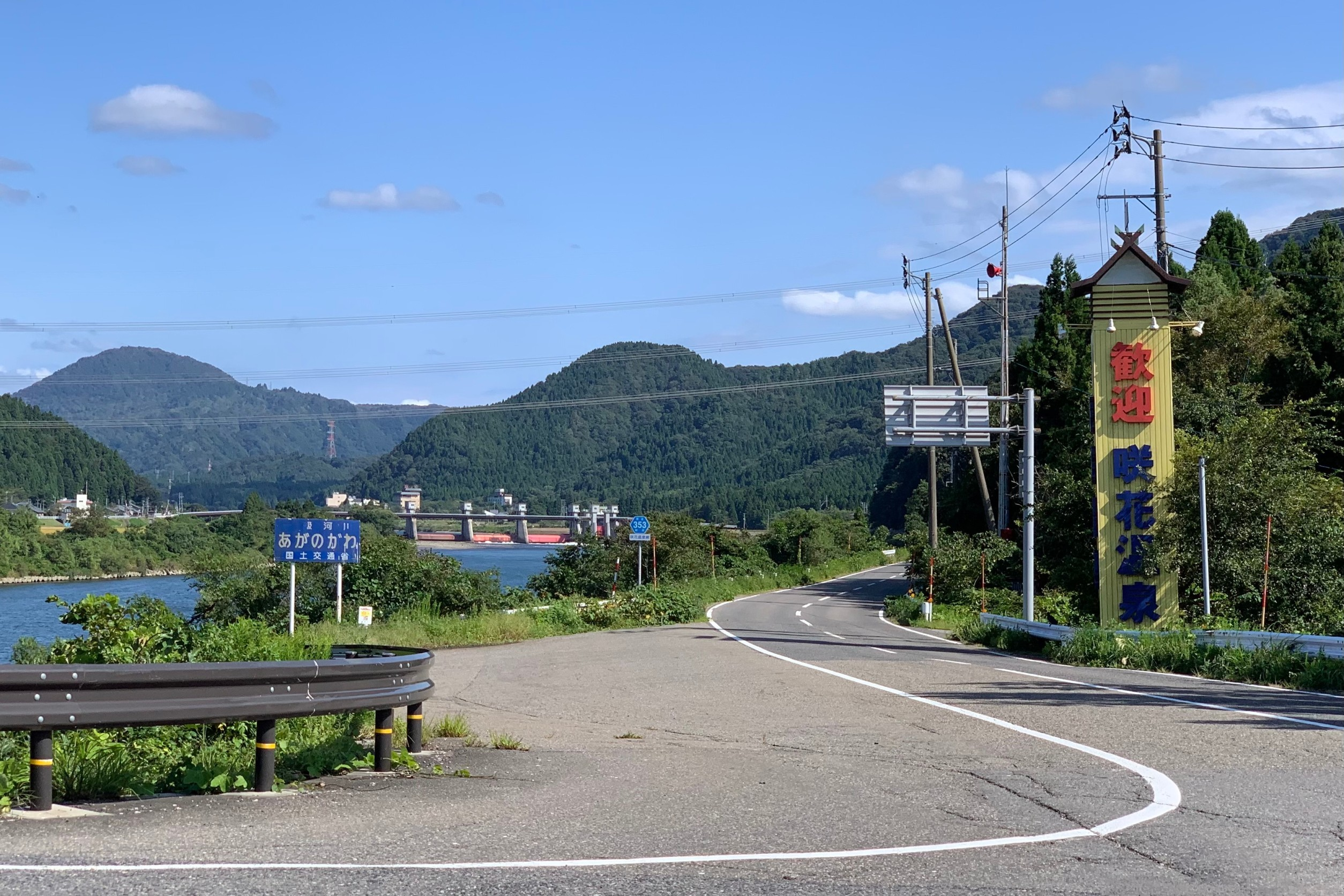
終点付近（新潟県五泉市馬下）

新潟県道353号咲花温泉線（にいがたけんどう353ごう さきはなおんせんせん）は、新潟県五泉市内を通る一般県道。「咲花温泉」への唯一のアクセス道路である。

## 概要

### 路線データ
- 起点：新潟県五泉市佐取
- 終点：新潟県五泉市馬下（国道290号交点）

## 地理

### 通過する自治体
- 新潟県五泉市

### 接続する道路
- （起点：五泉市佐取、「碧水荘」東方）
- 国道290号（終点：五泉市馬下、「馬下橋」西詰）

### 周辺
- JR磐越西線
  - 咲花駅 -  馬下駅
- 新潟県警察 五泉警察署 馬下駐在所
- 馬下郵便局
- 北越化学工業 安田工場
- 咲花温泉
- 阿賀野川